# Mistrzostwa Wspólnoty Narodów w Judo 2024
Mistrzostwa wspólnoty narodów w judo w rozgrywane były w Pembroke na Malcie, w dniu 7 kwietnia.

## Klasyfikacja medalowa
Gospodarz zawodów został zaznaczony kolorem.
| Miejsce | Państwo           |    |    |    | Razem |
| ------- | ----------------- | -- | -- | -- | ----- |
| 1       | Indie             | 9  | 1  | 1  | 11    |
| 2       | Walia             | 2  | 1  | 2  | 5     |
| 3       | Malta             | 1  | 2  | 2  | 5     |
| 4       | Jamajka           | 1  | 0  | 0  | 1     |
| 5       | Anglia            | 0  | 4  | 2  | 6     |
| 6       | Irlandia Północna | 0  | 3  | 2  | 5     |
| 7       | Południowa Afryka | 0  | 2  | 2  | 4     |
| 8       | Kanada            | 0  | 0  | 1  | 1     |
| Razem   | Razem             | 13 | 13 | 12 | 38    |

## Medaliści

### Mężczyźni
| Konkurencja: | Złoto:        | Srebro:           | Brąz:                            |
| −60kg        | Gary Cole     | James Zahra       | Koketso Rammutla                 |
| −66kg        | Garvit        | Ewan Murray       | Sadek Khalaf                     |
| −73kg        | Jatin         | Muzi Mosese       | Conor Kelly                      |
| −81kg        | Ajay Yadav    | Octavian Patrascu | William Buckingham               |
| −90kg        | Asher Price   | Scott Mayne       | Francois Strydom Quinn Armstrong |
| −100kg       | Nicholi Daley | Ruben Cordier     | Matthew Sexton                   |
| Ponad 100kg  | Avtar Singh   | Daniel Ede        | Thomas Humphrey                  |

### Kobiety
| Konkurencja: | Złoto:                    | Srebro:        | Brąz:             |
| −48kg        | Thomas Humphrey           | Dey Asmita     | Maya Maya         |
| −57kg        | Kadubal Shraddha Chopadze | Mathea Saliba  | ---               |
| −63kg        | Himanshi Tokas            | Kirsten Millar | Francesca Catania |
| −70kg        | Nandani Vats              | Tasha Mathias  | ----              |
| −78kg        | Shruti Uniyal             | Gemma Mill     | Stephanie Mullock |
| Ponad 78kg   | Kanwarpreet Kaur          | Lucy Williams  | Amanda McAlpine   |